# 2014年莱索托政变
2014年莱索托政变是南部非洲国家莱索托在2014年8月30日发生的一次政变。

## 背景
国防军司令特拉利·卡莫利被首相湯姆·塔巴內解除职务。

## 过程
莱索托军方当天凌晨包围了位于首都马塞卢的警察总部大楼，与警方展开交火，造成1名警官被打死，数人受伤。该国妇女、青年、体育与娱乐大臣马塞里巴内说，军方同时包围了首相塔巴内和他本人的居所，并中断了当地电台广播以及通讯线路。塔巴内逃往邻国南非。一些枪手袭击了马哈奥中将的住处，枪手并没有打死马哈奥本人，仅打死了他家中的一条狗。
9月1日，莱索托执政联盟的三个政党在南部非洲发展共同体的调解下达成协议，塔巴内在南非军警的护送下回国。三党党魁一度计划在9月5日觐见国王，请求在9月19日重启议会，恢复正常的政治生活。不过，因为一个政党迟迟未做出回应，此次的觐见仍无下文。国防军士兵攻入警察总部和当地警察局后，到处寻找关于卡莫利和其他涉嫌腐败的军政要员的档案。已被解职但仍躲在军营中的前国防军司令卡莫利中将选择了负隅顽抗，控制着一支精锐部队和军队的情报机构，扬言拼至“最后的一兵一卒”。他拒绝承认发起政变，称只是想收缴试图给政治狂热分子分发放武器的警方枪支。5日，他占领一个武器库，准备继续与政府对峙。据悉，这个武器库中有防空炮、迫击炮和一些小型武器。
新任国防军司令马哈奥中将一直无法履职，他说：“卡莫利拒绝腾出军营里的办公室，也拒不缴械。”他认为，卡莫利占领武器库，是想“退可守，进可攻”。执政联盟的第三政党巴索托国民党的党魁马塞利班尼5日表示，卡莫利“准备今晚开战”。

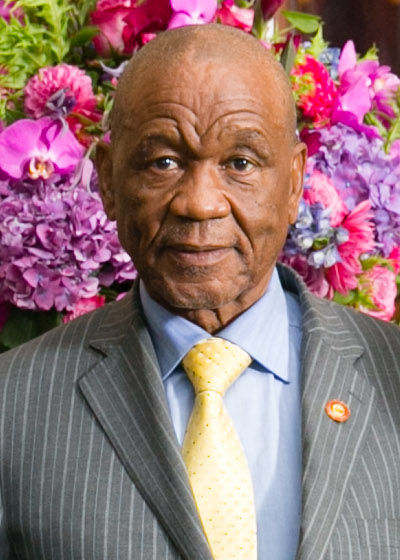
湯姆·塔巴內，摄于2012年

马哈奥7日透露，卡莫利带着40名特种兵以及160名特种部队的新兵逃跑，他们洗劫了两个军火库，带走了迫击炮、防空炮、反坦克炮和装甲车等一些重武器。他们可能藏身于马塞卢周围的群山中。“情报显示，他在山中出没。从他的行动分析，我们认为他想以守为先，躲到山里打游击。”鉴于卡莫利拒绝和谈，解决目前危机的“唯一选择”就是采取军事行动。马哈奥说：“我已经请求南部非洲发展共同体的相关国家考虑帮助我们。这肯定对我们有帮助。”几辆载有莱索托国防军官兵的车辆6日驶入马塞卢的兵营。南非的军警正会同莱索托的武装力量搜捕卡莫利。卡莫利有一些政治上的支持者，这些人的共同点是都面临着腐败的指控。

## 国际反应
- 2014年9月6日，中国驻莱索托大使馆指导当地的华人社团成立了应急安全小组，制定了应急安全预案。使馆也与南非方面保持联系，为在紧急情况下撤离侨民做好相应的准备。[5]一周发生两起台商和大陆侨胞被武装抢劫的案件，使馆很重视，虽然警察已停止工作，但仍联系上政府高官，加强对事件调查。使馆提醒在莱侨民尽量避免外出。
- 美国等国已发布禁止到莱索托旅行的通知。美国希望各方用“和平对话”来解决争端。美国国务院要求美国公民在这段时间尽量避免前往莱索托旅行，并要求美国大使馆的家属等非工作人员尽快撤离。[6]
- 南非表达了对塔巴内的支持，并警告莱索托军方不要轻举妄动，因为“这样的行动是不被容忍的”。莱索托副首相莫泰乔阿·梅青被认为是此次“政变”的最大受益人。他否认发生了“政变”，并称他受南非总统祖马之邀前往南非，寻求事端的解决之道。南非外交部透露，南非、津巴布韦和纳米比亚等南部非洲发展共同体成员国的外长31日召开会议，研究了莱索托局势的对策。
- 联合国秘书长潘基文就莱索托“军事接管”表示了关注，呼吁遵守“民主规则”。